# Susitna
Susitna – rzeka płynąca przez terytorium stanu Alaska, o długości 504 km, obszar dorzecza wynosi 52 000 km² przy średnim przepływie 1400 m³/s. Susitna jest piętnastą co do długości rzeką w Stanach Zjednoczonych, wypływa z Gór Alaska (bierze swój początek z Lodowca Susitna) i wpada do Cook Inlet.